# Release Me (Hooverphonic-dal)
A Release Me (magyarul Engedj el!) egy dal, amely Belgiumot képviselte volna a 2020-as Eurovíziós Dalfesztiválon. A dalt a Hooverphonic együttes adta volna elő angol nyelven. Az előadót a belga flamand nyelvű televízió (VRT) kérte fel a szereplésre.

## Eurovíziós Dalfesztivál
A flamand közszolgálati műsorsugárzó, a VRT 2019. október 1-én jelentette be, hogy a Hooverphonic együttes, fogja képviselni Belgiumot a 65. Eurovíziós Dalfesztiválon. Dalukat február 17-én mutatták be a dalfesztivál hivatalos YouTube-csatornáján.
Az dalt az Eurovíziós Dalfesztiválon az előzetes sorsolás alapján a május 12-i első elődöntő második felében adták volna elő, azonban március 18-án az Európai Műsorsugárzók Uniója bejelentette, hogy 2020-ban nem tudják megrendezni a versenyt a COVID–19-koronavírus-világjárvány miatt. A belga műsorsugárzó jóvoltából az együttes lehetőséget kapott az ország képviseletére a következő évben egy új versenydallal.